# 阿爾托波洛特河 (姆諾加河支流)
阿爾托波洛特河（烏克蘭語：Артополот）是烏克蘭的河流，位於該國中部，屬於姆諾加河的支流，發源自皮利齊以北，流經波爾塔瓦州，河口處在皮茲尼基西北面，河道全長20公里，流域面積96平方公里。